# Aleksandr Sieliwanow
Aleksandr Jurjewicz Sieliwanow (ros. Александр Юрьевич Селиванов; ur. 23 marca 1971 w Moskwie) – rosyjski hokeista. Trener i działacz hokejowy.

## Kariera zawodnicza
- / Spartak Moskwa (1988-1994)
  -  MSOP Moskwa (1988/1989)
  -  Mołot Perm (1989/1990)
  -  Buran Woroneż (1990/1991)
- Atlanta Knights (1994/1995)
- Chicago Wolves (1994/1995)
- Tampa Bay Lightning (1994-1999)
- Cleveland Lumberjacks (1999)
- Edmonton Oilers (1999-2000)
- Columbus Blue Jackets (2000-2001)
- Frankfurt Lions (2001-2002)
- Mietałłurg Magnitogorsk (2002-2003)
- SKA Sankt Petersburg (2003)
- Krefeld Pinguine (2003-2008)
- Fribourg-Gottéron (2008)
- Füchse Duisburg (2008-2009)
- HYS The Hague (2009-2010)
- SC Bietigheim-Bissingen (2010)
- EV Duisburg (2010-2011)
- HYS The Hague (2011-2012)

Wychowanek Spartaka Moskwa. Po kilku latach gry w lidze radzieckiej w drafcie NHL z 1994 został wybrany przez Philadelphia Flyers, po czym wyjechał do USA. Tam grał wpierw w lidze IHL, a następnie przez siedem sezonów w NHL (rozegrał 472 spotkań, w których uzyskał 240 punktów). W 2001 powrócił do Europy i przez kilka lat grał w niemieckiej lidze DEL, a także w szwajcarskiej NLA. Karierę zakończył w Holandii w klubie z Hagi.

## Kariera trenerska
- HYS The Hague (2011-2012), grający trener
- HYS The Hague (2012-2013), główny trener
- Admirał Władywostok (2013), asystent trenera
- Admirał Władywostok (2013), główny trener
- Admirał Władywostok (2013-2015), asystent trenera
- Admirał Władywostok (2017-2019), generalny menedżer

Już w ostatnim sezonie kariery był grającym trenerem HYS The Hague. W połowie 2013 został asystentem trenera w rosyjskim klubie Admirał Władywostok, beniaminka ligi KHL. Po tym jak 2 grudnia 2013 zwolniony został pierwszy trener Hannu Jortikka, jego miejsce zajął tymczasowo Sieliwanow. Prowadził zespół w dwóch meczach, a następnie ponownie został asystentem szkoleniowca i pełnił funkcję do 2015, odpowiadając za szkolenie napastników. Pod koniec grudnia 2017 objął stanowisko generalnego menedżera Admirała Władywostwok, zastępując na posadzie Ildara Muchomietowa. Odszedł ze stanowiska na początku stycznia 2019.
W styczniu 2020 informowano, że po interwencji komorników otrzymał od Admirała zaległe wynagrodzenie w wysokości ponad 4 mln rubli. W marcu 2020 pojawiły się informacje, zgodnie z którymi prokuratura wszczęła sprawę o fałszowanie dokumentów przeciw działaczom Admirała Władywostok: byłemu dyrektorowi generalnemu Siergiejowi Sosznikowowi i byłemu menedżerowi generalnemu klubu Aleksandrowi Sieliwanowowi, zaś potem podejrzanie o fałszowanie dokumentów w celu uzyskania nielegalnych płatności byli dyrektor generalny, dyrektor generalny i dyrektor personalny klubu Admirał. Także w marcu 2020 ogłoszono, że Sieliwanow został kierownikiem nowego biura bukmacherskiego w Rosji o nazwie Sportradar.

## Życie prywatne
Był żonaty z Carrie Esposito, córką kanadyjskiego hokeisty Phila Esposito. Wychowywali trzech synów, Dylana Selivanova-Wahle (ur. 1993) z pierwszego małżeństwa żony oraz Niko Selivanova (ur. 1998) i Rocco Selivanova (ur. 2002) ze wspólnego związku. Dylan i Niko zostali również hokeistami. 30 stycznia 2012 w wyniku pęknięcia tętniaka aorty brzusznej w wieku 43 lat zmarła żona hokeisty. Do tego czasu rodzina mieszkała w niemieckim mieście Krefeld, gdzie Sieliwanow grał wcześniej w miejscowym klubie.

## Sukcesy

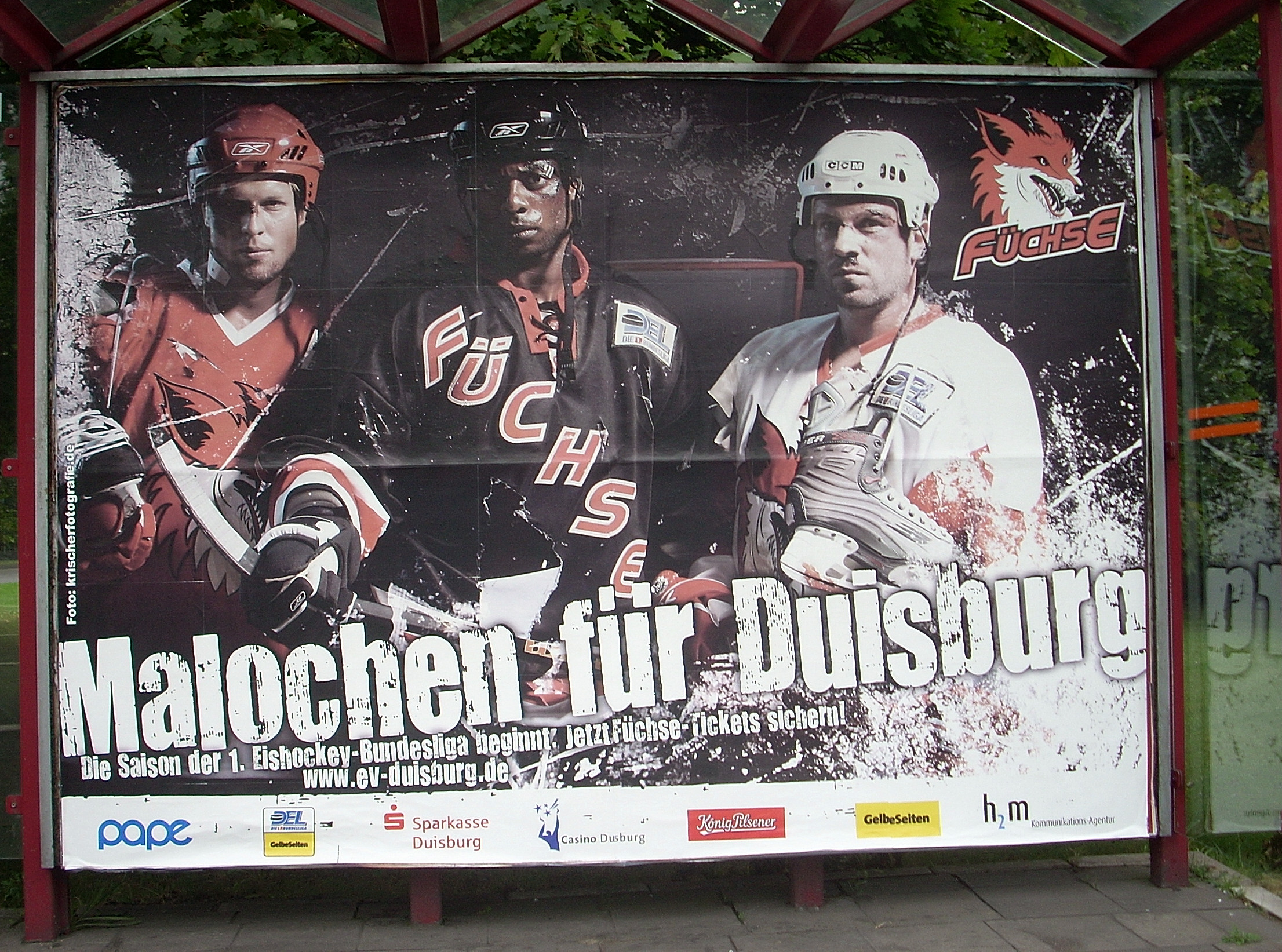
Aleksandr Sieliwanow (pierwszy z prawej) promujący drużynę Füchse Duisburg (2008). Pierwszy z lewej Morten Ask, w środku Jean-Luc Grand-Pierre

Klubowe
- Srebrny medal mistrzostw ZSRR: 1991 ze Spartakiem Moskwa
- Brązowy medal mistrzostw ZSRR: 1992 ze Spartakiem Moskwa
- Puchar Spenglera: 1989, 1990 ze Spartakiem Moskwa
- Puchar Holandii: 2012 z HYS The Hague
- Złoty medal mistrzostw Holandii: 2013 z HYS The Hague

Indywidualne
- Superiga rosyjska 1992/1993:
  - Nagroda Najlepsza Trójka dla tercetu najskuteczniejszych strzelców ligi (oraz Aleksandr Barkow i Aleksiej Tkaczuk) - łącznie 59 goli
- Mecz gwiazd DEL: 2002, 2004, 2005
- Mecz gwiazd Eredivisie: 2012